# Guatteria montis-trinitatis
Guatteria montis-trinitatis este o specie de plante angiosperme din genul Guatteria, familia Annonaceae, descrisă de Scharf. Conform Catalogue of Life specia Guatteria montis-trinitatis nu are subspecii cunoscute.